# 1958 في الأردن
تسرد المقالة الأحداث التي حدثت خلال عام 1958 في الأردن.

## شاغلي المناصب
- الملك: الحسين
- رئيس الوزراء:
  - حتى 6 أيار / مايو: إبراهيم هاشم
  - من 6 أيار / مايو: سمير الرفاعي

## أحداث
الأزمة في الأردن.